# Inza Diabaté
Inza Diabaté (ur. 20 maja 1992 w Kolii) – iworyjski piłkarz grający na pozycji pomocnika. Od 2019 jest zawodnikiem klubu TAS Casablanca.

## Kariera klubowa
Swoją piłkarską karierę Diabaté rozpoczął w klubie ASEC Mimosas. W sezonie 2010 zadebiutował w jego barwach w pierwszej lidze iworyjskiej. W debiutanckim sezonie wywalczył mistrzostwo kraju. W 2011 roku grał w ES Bingerville, a w sezonie 2013/2014 ponownie w ASEC Mimosas, z którym zdobył Puchar Wybrzeża Kości Słoniowej. W latach 2014–2017 był zawodnikiem AS Tanda. W sezonach 2014/2015 i 2015/2016 wywalczył z nim dwa mistrzostwa kraju. W latach 2017–2018 był piłkarzem FC San Pédro. W sezonie 2018/2019 został z nim wicemistrzem Wybrzeża Kości Słoniowej oraz sięgnął po puchar tego kraju. Wiosną 2019 grał w SC Gagnoa. Latem 2019 przeszedł do TAS Casablanca.

## Kariera reprezentacyjna
W reprezentacji Wybrzeża Kości Słoniowej Diabaté zadebiutował 18 października 2015 w przegranym 1:2 meczu Mistrzostw Narodów Afryki 2016 z Ghaną, rozegranym w Kumasi. Od 2015 do 2018 wystąpił w kadrze narodowej 9 razy i strzelił 1 gola.